# Platypeza femina
Platypeza femina är en tvåvingeart som beskrevs av Kessel 1967. Platypeza femina ingår i släktet Platypeza och familjen svampflugor. Inga underarter finns listade i Catalogue of Life.